# Benoît Poelvoorde

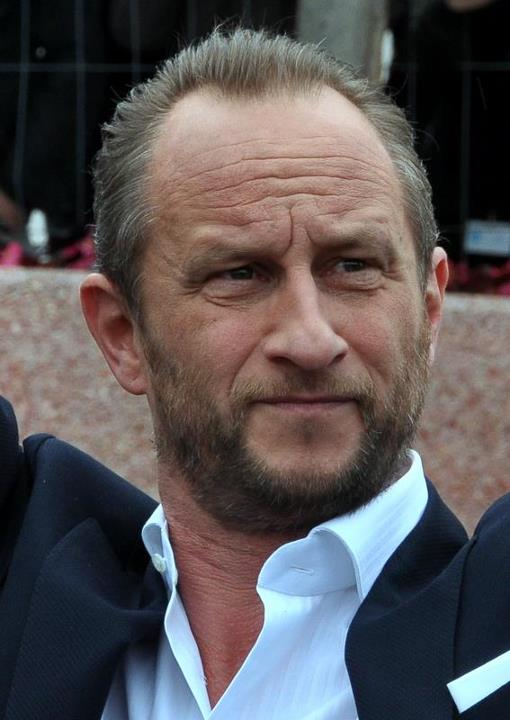
Benoît Poelvoorde (2012)

Benoît Poelvoorde (* 22. September 1964 in Namur) ist ein belgischer Schauspieler, Drehbuchautor, Filmregisseur und -produzent.

## Leben
Benoît Poelvoorde begeisterte sich bereits mit 17 Jahren für das Theater, aber auch für Zeichnen und Fotografie. So studierte er an der École de Recherche Graphique des Brüsseler Institut Saint-Luc. 1992 hatte er mit der Filmsatire Mann beißt Hund (C’est arrivé près de chez vous) seinen Durchbruch als Regisseur und Darsteller. Dieser Low-Budget-Film wurde zu einem Publikumserfolg und gilt mittlerweile als Kultfilm. Es folgten in den Jahren 1997 bis 2002 eine Reihe weiterer Filme. 2002 wurde Poelvoorde mit dem Jean-Gabin-Preis ausgezeichnet. 2004 war er auf Vorschlag von Quentin Tarantino Mitglied der Jury des Filmfestspiele von Cannes. In dem Film Coco Chanel – Der Beginn einer Leidenschaft von 2009 spielte er mit Étienne Balsan einen Geliebten von Coco Chanel (gespielt von Audrey Tautou).
Poelvoorde wurde mehrmals für den belgischen Filmpreis Magritte als Bester Hauptdarsteller nominiert: Die anonymen Romantiker (nominiert 2012), Der Tag wird kommen (nominiert 2013), Une place sur la Terre (gewonnen 2014), Les Rayures du zèbre (nominiert 2015) und Die Wache (nominiert 2019).

## Filmografie (Auswahl)
- 1992: Mann beißt Hund (C’est arrivé près de chez vous) – Regie: Rémy Belvaux, André Bonzel
- 1996: Liebe, Rache usw. (Pour rire) – Regie: Lucas Belvaux
- 1997: Singles unterwegs (Les randonneurs) – Regie: Philippe Harel
- 1999: Rekordjäger (Les convoyeurs attendent) – Regie: Benoît Mariage
- 2000: Les portes de la gloire – Regie: Christian Merret-Palmair
- 2001: Das Rennrad (Le vélo de Ghislain Lambert) – Regie: Philippe Harel
- 2002: Ball & Chain – Zwei Nieten und sechs Richtige (Le boulet) – Regie: Alain Berberian
- 2003: Rire et châtiment – Regie: Isabelle Doval
- 2004: Aaltra – Regie: Benoît Delépine, Gustave Kervern
- 2004: Podium – Regie: Yann Moix
- 2004: Atomik Circus, le retour de James Bataille – Regie: Didier Poiraud, Thierry Poiraud
- 2004: Narco – Regie: Tristan Aurouet und Gilles Lellouche
- 2005: Akoibon – Regie: Édouard Baer
- 2005: Entre ses mains – Regie: Anne Fontaine
- 2006: Du jour au lendemain – Regie: Philippe Le Guay
- 2006: Jean-Philippe – Regie: Laurent Tuel
- 2006: Selon Charlie – Regie: Nicole Garcia
- 2007: Cow-Boy – Regie: Benoît Mariage
- 2007: Two Worlds – Zwischen den Welten (Les deux mondes) – Regie: Daniel Cohen
- 2008: Asterix bei den Olympischen Spielen (Astérix aux Jeux olympiques) – Regie: Thomas Langmann, Frédéric Forestier
- 2008: Les randonneurs à Saint-Tropez – Regie: Philippe Harel
- 2008: Louise Hires a Contract Killer (Louise-Michel) – Regie: Gustave Kervern, Benoît Delépine
- 2009: La guerre des miss – Regie: Patrice Leconte
- 2009: Coco Chanel – Der Beginn einer Leidenschaft (Coco avant Chanel) – Regie: Anne Fontaine
- 2009: Panik in der Pampa (Panique au village) – Regie: Stéphane Aubier, Vincent Patar
- 2009: Auf der Parkbank (Bancs publics (Versailles Rive-Droite)) – Regie: Bruno Podalydès
- 2010: L’autre Dumas – Regie: Safy Nebbou
- 2010: Mammuth – Regie: Benoît Delépine, Gustave Kervern
- 2010: Die anonymen Romantiker (Les émotifs anonymes) – Regie: Jean-Pierre Améris
- 2010: Kill Me Please – Regie: Olias Barco
- 2011: Nichts zu verzollen (Rien à déclarer) – Regie: Dany Boon
- 2011: Mein liebster Alptraum (Mon pire cauchemar) – Regie: Anne Fontaine
- 2012: Der Tag wird kommen (Le Grand Soir) – Regie: Gustave Kervern, Benoît Delépine
- 2012: Quand je serai petit – Regie: Jean-Paul Rouve
- 2013: Eine Liebesgeschichte (Une histoire d’amour) – Regie: Hélène Fillières
- 2013: Le grand méchant loup – Regie: Nicolas Charlet, Bruno Lavaine
- 2013: Une place sur la terre – Regie: Fabienne Godet
- 2013: Streng (Une histoire d’amour) – Regie: Hélène Fillières
- 2014: Les rayures du zèbre – Regie: Benoît Mariage
- 2014: La rançon de la gloire – Regie: Xavier Beauvois
- 2014: 3 Herzen (3 cœurs) – Regie: Benoît Jacquot
- 2015: Das brandneue Testament (Le tout nouveau testament) – Regie: Jaco Van Dormael[1]
- 2015: Familie zu vermieten (Une famille à louer) – Regie: Jean-Pierre Améris
- 2016: The Jews (Ils sont partout) – Regie: Yvan Attal
- 2018: Die Wache (Au poste!) – Regie: Quentin Dupieux
- 2018: Ein Becken voller Männer (Le grand bain)  – Regie: Gilles Lellouche
- 2018: Deux fils – Regie: Félix Moati
- 2019: Weiß wie Schnee – Wer ist die Schönste im ganzen Land? (Blanche comme neige) – Regie: Anne Fontaine
- 2019: Der Sommer mit Pauline (Venise n‘est pas en Italie) – Regie: Ivan Calbérac
- 2019: La foire agricole – Regie: Stéphane Aubier und Vincent Patar (Kurzfilm)
- 2019: Adoration  – Regie: Fabrice Du Welz
- 2021: Mord in Saint-Tropez (Mystère à Saint-Tropez) – Regie: Nicolas Benamou
- 2021: Eiskalter Engel (Inexorable) – Regie: Fabrice Du Welz
- 2024: Beating Hearts (L’amour ouf)
- 2024: Sauvages (Stimme)

## Auszeichnungen (Auswahl)
- 1992: Prix SACD für den besten Spielfilm, Internationale Filmfestspiele von Cannes, für Mann beißt Hund
- 1992: Metro Media Award, Toronto International Film Festival, für Mann beißt Hund
- 1992: Bester Film und Bester Schauspieler, Sitges Festival Internacional de Cinema Fantàstic de Catalunya, für Mann beißt Hund
- 1993: Nominierung für den Europäischen Filmpreis als bester Newcomer-Film, für Mann beißt Hund
- 1993: Preis des Syndicat Français de la Critique de Cinéma et des Films de Télévision, Bester ausländischer Film, für Mann beißt Hund
- 1999: Silver Hugo als bester Darsteller, Chicago International Film Festival, für Rekordjäger
- 2001: Preis für das beste Drehbuch, Festival Internacional de Cine de San Sebastián, für Das Rennrad
- 2002: Prix Jean Gabin
- 2005: César-Nominierung als bester Hauptdarsteller, für Podium
- 2005: Joseph-Plateau-Award, Bester belgischer Schauspieler, für Podium und Aaltra
- 2006: César-Nominierung als bester Hauptdarsteller, für Entre ses mains
- 2006: Nominierung Globe de Cristal als bester Darsteller, für Entre ses mains
- 2010: César-Nominierung als bester Nebendarsteller, für Coco Chanel – Der Beginn einer Leidenschaft
- 2012: Nominierung Magritte als Bester Hauptdarsteller für Die anonymen Romantiker
- 2013: Nominierung Magritte als Bester Hauptdarsteller für Der Tag wird kommen
- 2014: Magritte als Bester Hauptdarsteller für Une place sur la Terre
- 2015: Nominierung Magritte als Bester Hauptdarsteller für Les Rayures du zèbre
- 2015: Nominierung für den Prix Lumières als bester Darsteller, für 3 Herzen
- 2019: Mérite wallon für Verdienste um die wallonische Region[2]
- 2019: Nominierung Magritte als Bester Hauptdarsteller für Die Wache